# Chiesa della Madonna delle Grazie (Sambuci)
La chiesa di Santa Maria delle Grazie o della Santissima Vergine della Natività si trova al di fuori del borgo (il cosiddetto centro storico) di Sambuci, in provincia di Roma.
È di origine sei-settecentesca.

## L'aspetto
È in stile romanico a mattoni.

### L'esterno
La facciata presenta lesene e frontone triangolare su cui è inscritta una lunetta.
Il portale è ligneo.

### L'interno
È ad un'unica navata con pavimento in cotto. La navata si sviluppa più in alto che in lungo.
Ai lati della navata si aprono 2 cappelle barocche.
2 gradini conducono all'altare principale. In una teca nei pressi è un busto raffigurante la Madonna.
L'altare è delimitato da un recinto francescani.
2 porticine ai lati dell'altare principale conducono al coro ligneo del XIX secolo.
Alcune lapidi sul terreno fanno intendere che una volta vi seppellivano i morti del paese. Tra le tombe spicca quella di Tiberio Astalli, deceduto nel 1683.